# Hans Brümmer

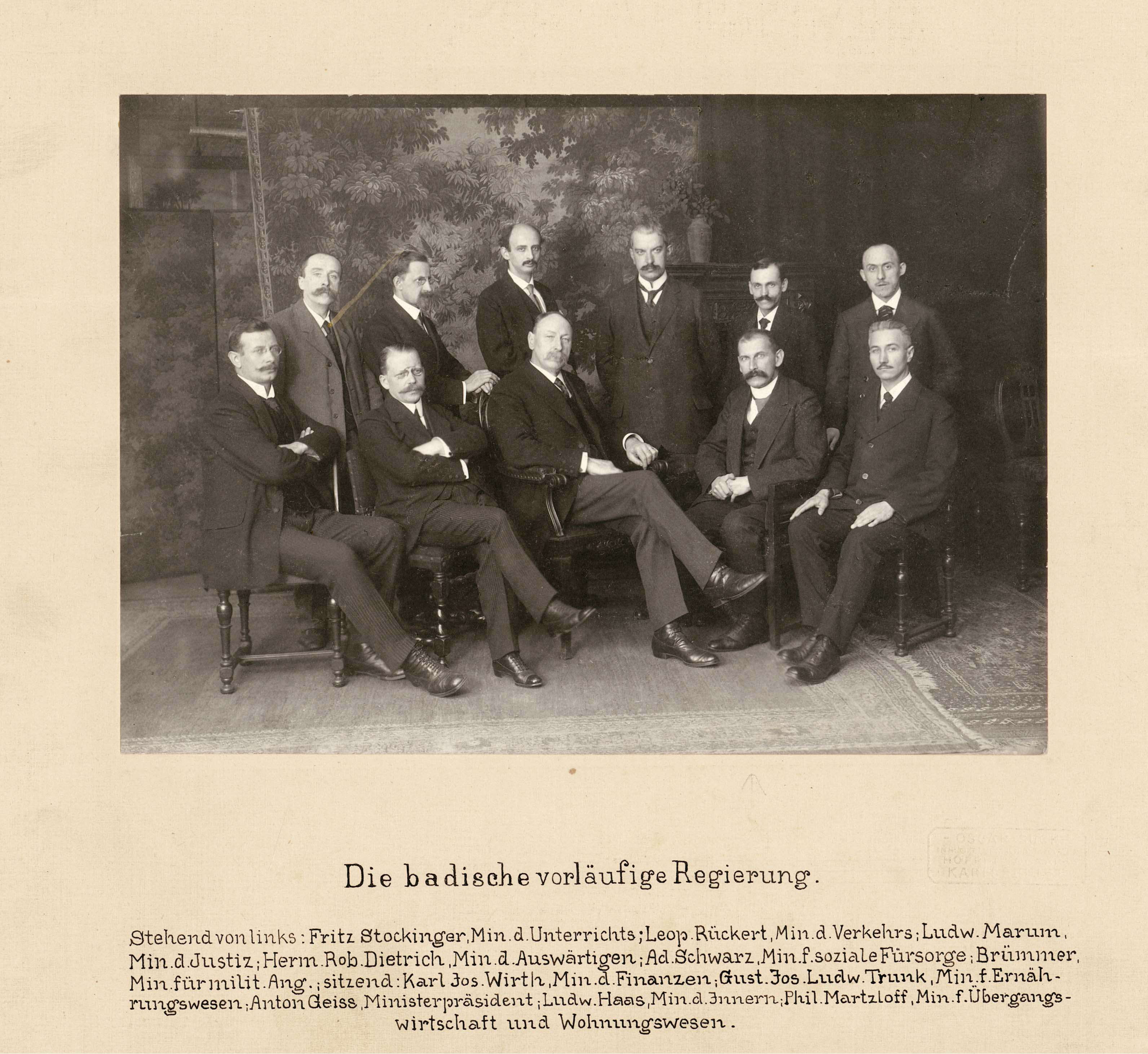
Die vorläufige badische Regierung 1918. Hans Brümmer ganz rechts stehend.

Johannes „Hans“ Brümmer (* 13. Dezember 1886 in Tauberbischofsheim; † 19. Dezember 1966 in Oberaichen) war ein deutscher Gewerkschafter und sozialdemokratischer Politiker. Von 1948 bis 1956 war er einer der Vorsitzenden der IG Metall.

## Kaiserreich und Novemberrevolution
Brümmer war Sohn eines Schmiedemeisters und erlernte ebenfalls diesen Beruf. In diesem arbeitete er bis 1918. Seit 1904 gehörte er den freien Gewerkschaften an und 1906 trat er der SPD bei. Zwischen 1907 und 1912 war Brümmer Vorsitzender des Schmiedeverbandes von Mannheim.
Während des Ersten Weltkrieges war Brümmer bis 1917 Soldat. Noch im selben Jahr wurde er Mitbegründer der USPD und war Vorsitzender des Bezirksvorstandes mit Sitz in Tauberbischofsheim. Im Jahr 1918 wurde er erneut zum Kriegsdienst einberufen. Dies war eine Strafmaßnahme, da Brümmer im Januar 1918 in Mannheim einen Generalstreik mitorganisiert hatte.
Während der Novemberrevolution gehörte Brümmer dem Arbeiter- und Soldatenrat in Karlsruhe an. Er wurde kurzzeitig Mitglied der provisorischen Volksregierung der Republik Baden. Zuständig war er für militärische Angelegenheiten.

## Weimarer Republik und Zeit des Nationalsozialismus
1919 wurde er Gemeinderat in Mannheim und Sekretär des Deutschen Metallarbeiterverbandes im Bezirk Stuttgart. Von der USPD kehrte Brümmer 1922 zur SPD zurück. 1925 wurde Brümmer zum Mitglied des Badischen Landtages gewählt. Das Mandat legte er 1928 nieder, als er Bezirksleiter für Baden-Pfalz und Württemberg des Metallarbeiterverbandes in Mannheim geworden war.
Im Zuge der Auflösung der Gewerkschaften durch die Nationalsozialisten wurde Brümmer am 2. Mai 1933 verhaftet. 1934 wurde er zu zehn Monaten Haft verurteilt. 1938 folgte ein weiteres Verfahren gegen ihn wegen Hochverrats vor dem Reichsgericht in Leipzig. Der Prozess endete mit einem Freispruch.

## Nachkriegszeit und Bundesrepublik
Nach der Befreiung engagierte sich Brümmer für den Neuaufbau der SPD und der Gewerkschaften. Er gehörte 1946 der Vorläufigen Volksvertretung für Württemberg-Baden an.
Von Mai 1945 bis Dezember 1949 war er Vorstandsmitglied des Gewerkschaftsbundes Württemberg-Baden. Außerdem war er dort von 1946 bis 1949 Vorsitzender des Industrieverbandes Metall.
Von 1948 bis 1956 war er zusammen mit Wilhelm Petersen und Walter Freitag Vorsitzender der IG Metall zunächst für die Bizone und seit 1949 für die Bundesrepublik Deutschland. Danach trat er in den Ruhestand, blieb aber gewerkschaftlich aktiv.
So war Brümmer von 1956 bis 1965 Mitglied im zentralen Gewerkschaftsausschuss der IG Metall. Außerdem gehörte er lange dem Zentralkomitee der Exekutive des Internationalen Metallarbeiterverbands und des DGB-Bundesvorstands an. Brümmer war zudem Mitglied des beratenden Ausschusses der Montanunion.
Von 1957 bis 1966 war Brümmer Mitglied des Stadtrates in Leinfelden.

## Gedenken
In Leinfelden-Oberaichen ist ein Platz nach ihm benannt auf dem seit 1979 der vom Echterdinger Bildhauer Gerhard Tagwerker gefertigte „Hans-Brümmer-Gedenkstein“ steht.